# 1975 في الإكوادور
فيما يلي قوائم الأحداث التي وقعت خلال عام 1975 في الإكوادور.

## رياضة
- 1 يناير – الدوري الإكوادوري لكرة القدم 1975 الفائز إل. دي. يو. كيتو.

## مواليد

### أبريل
- 15 أبريل – ماوريسيو روداس سياسي إكوادوري.
- 26 أبريل – نيكولاس أسنسيو لاعب كرة قدم إكوادوري.[1]

### يوليو
- 1 يوليو – خوليو بريونز لاعب كرة قدم إكوادوري.

### نوفمبر
- 15 نوفمبر – بيتر فيليغاس لاعب كرة قدم إكوادوري.[2]

## وفيات

### يونيو
- 7 يونيو – مانويل ماريا بوريرو (مواليد 1883) سياسي إكوادوري.